# Saccopteryx canescens
Saccoptère givré
Espèce
Statut de conservation UICN

 LC  : Préoccupation mineure
Répartition géographique
Saccopteryx canescens, qui a pour nom commun Saccoptère givré, est une espèce sud-américaine de chauves-souris de la famille des Emballonuridae.

## Description
Saccopteryx canescens est une petite chauve-souris, avec une longueur de tête et de corps entre 35 et 45 mm, une longueur d'avant-bras entre 35,8 et 41 mm, une longueur de queue entre 13 et 17 mm, une longueur de pied entre 6,5 et 8 mm, la longueur des oreilles entre 11 et 14 mm et un poids jusqu'à 3 g. Les femelles sont, avec une longueur corporelle moyenne (tête et tronc) de 44 mm, plus grandes que les mâles, qui atteignent environ 38,5 mm.
La fourrure est douce, dense et s'étend sur les membranes des ailes jusqu'aux coudes et aux genoux. Les parties dorsales sont brun grisâtre ou brunâtre parsemées de poils argentés, avec deux bandes blanchâtres à peine visibles s'étendant des épaules à la croupe, tandis que les parties ventrales sont légèrement plus claires. Le museau est pointu, la lèvre supérieure dépassant légèrement la lèvre inférieure, les narines sont rapprochées, ouvertes frontalement et séparées par un sillon vertical. Les yeux sont relativement grands. Les oreilles sont courtes, étroites, bien séparées, arrondies, tournées vers l'arrière et avec un concave sur le bord extérieur juste en dessous de la pointe arrondie. Le tragus est étroit, droit et arrondi à l'extrémité. Les membranes alaires sont brun noirâtre et attachées en arrière sur les chevilles. Il existe un sac glandulaire entre l'avant-bras et le premier métacarpien avec l'ouverture antérieure, bien développée chez les mâles, plus rudimentaire chez les femelles. La queue est longue et dépasse de la membrane interfémorale environ la moitié de sa longueur. Le calcar est long.
Le caryotype est 2n=24 FNa=38.

## Répartition
Cette espèce est répandue dans la partie nord de l'Amérique du Sud jusqu'à l'est du Pérou et le nord du Brésil.
Le Saccoptère givré vit dans les basses terres et dans les zones vallonnées à moins de 500 mètres d'altitude. L'espèce vit dans les forêts, souvent à proximité de plans d'eau, et dans des zones où la forêt a été abattue.

## Liste des sous-espèces
Deux sous-espèces sont reconnues :
- Saccopteryx canescens canescens - Colombie, Venezuela, Guyana, Suriname, Guyane, Est du Pérou, État brésilien de Pará.
- Saccopteryx canescens pumila (Thomas, 1914) - centre-est du Venezuela.

## Comportement

### Habitation
Le Saccoptère givré s'installe sur les écorces d'arbres, les rochers, sur les bâtiments, aux entrées de cavités, dans des abris sous roche en bord de mer.
Saccopteryx canescens partage son aire de répartition avec Saccopteryx bilineata.

### Alimentation
Comme la plupart des chauves-souris, le Saccoptère givré est nocturne et se nourrit uniquement d'insectes qu'il attrape en vol, tels que des coléoptères, des mouches, des papillons et des mites.